# Preilos senosios kapinės
Preilos senosios kapinės nebo Preilos etnografinės kapinės, česky lze přeložit jako Starý hřbitov v Preile nebo Etnografický hřbitov v Preile, je zaniklý hřbitov a kulturní památka ve vesnici Preila v Nerinze na Kuršské kose v západní Litvě. Hřbitov se nachází v lese severovýchodně od kopce Menininkų kopa nedaleko pobřeží Kuršského zálivu v Klaipėdském kraji.

## Historie
Je to evangelicko-luteránský hřbitov s omezeným statutem pohřbívání jen ve výjimečných případech. Hřbitov vznikl v 19. století a společně se Starý hřbitov lesníků Nidské duny v Nidě je památkou na původní obyvatele.

## Galerie

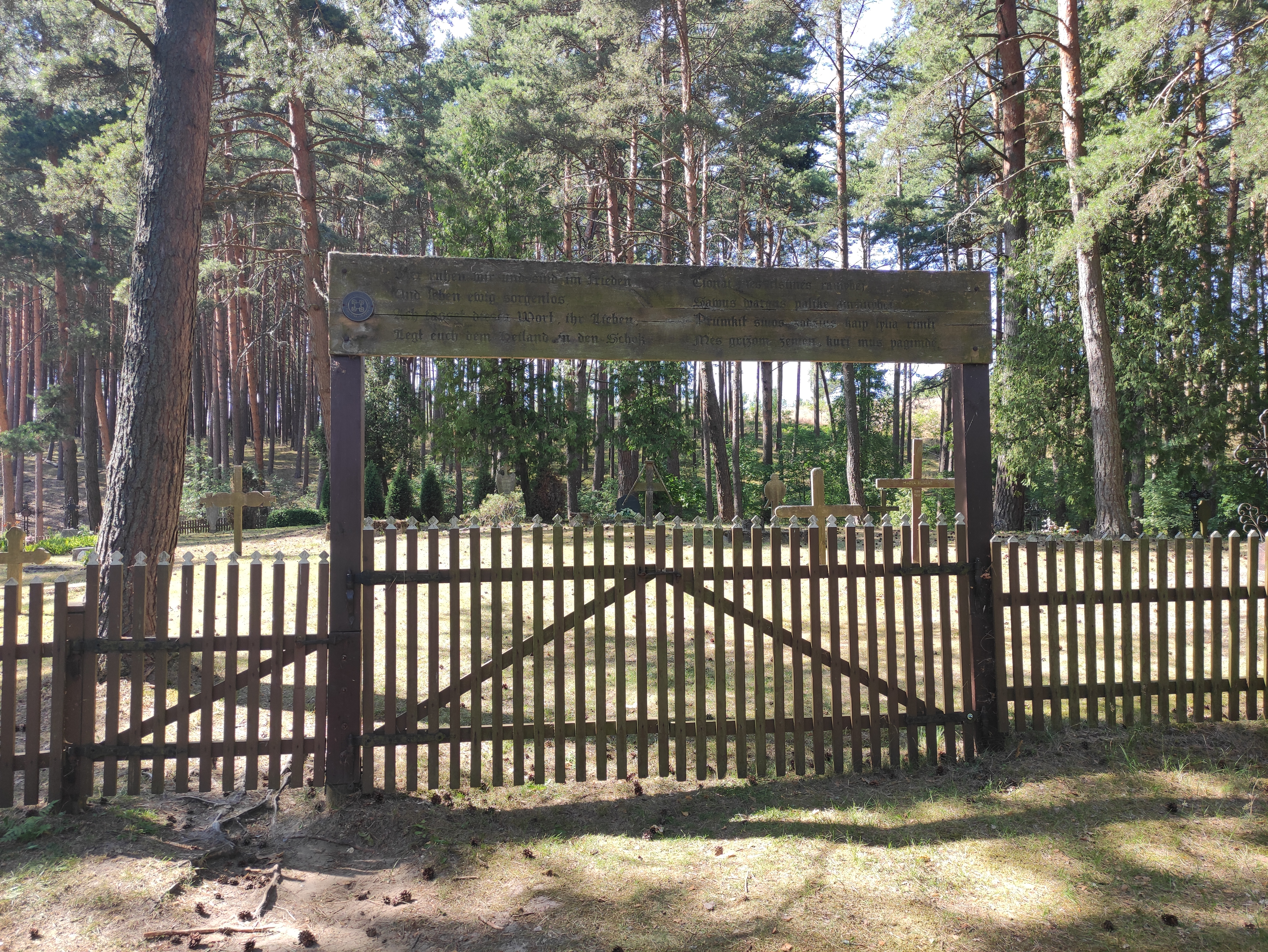
Brána hřbitova
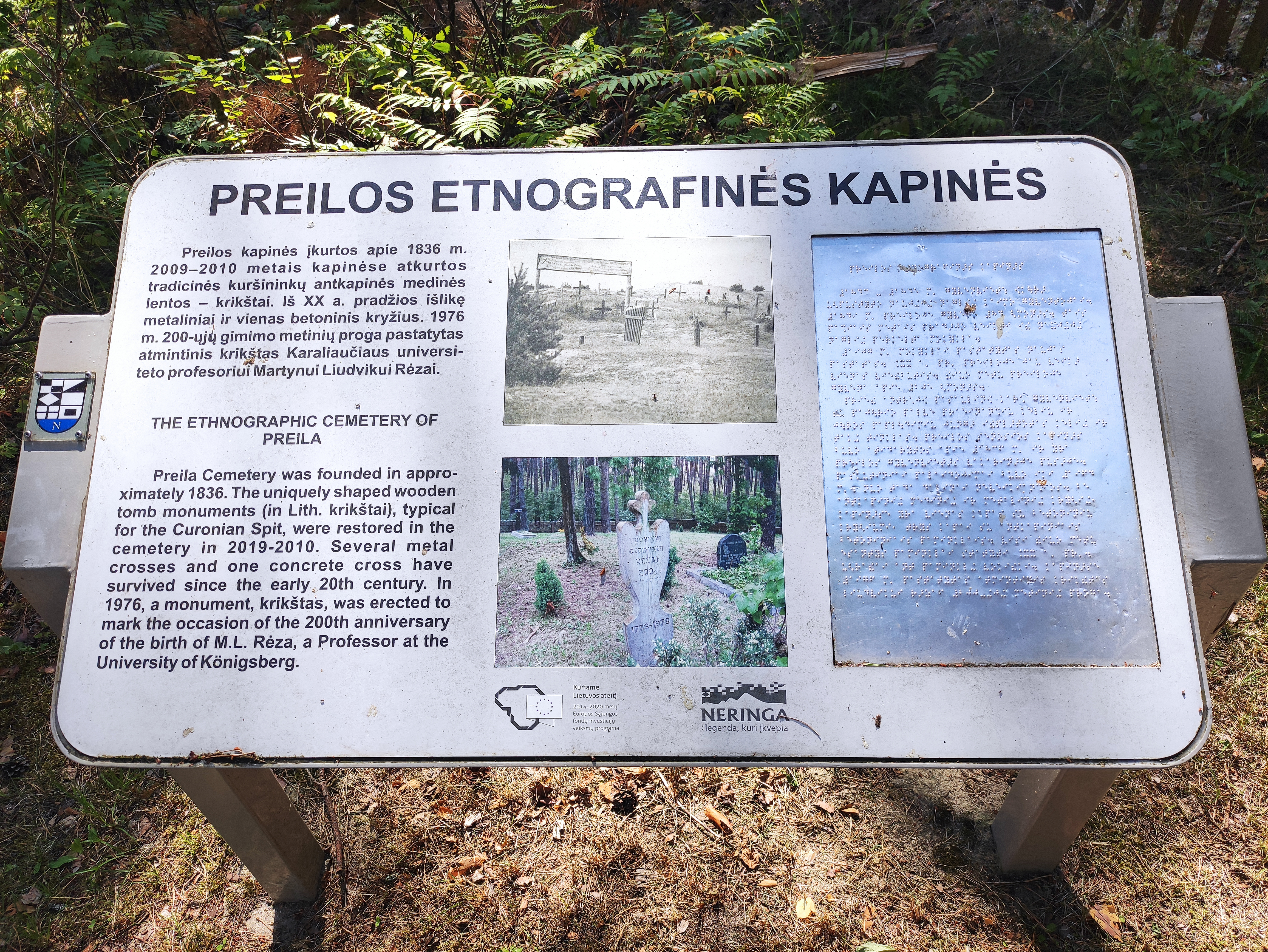
Informační panel u hřbitova
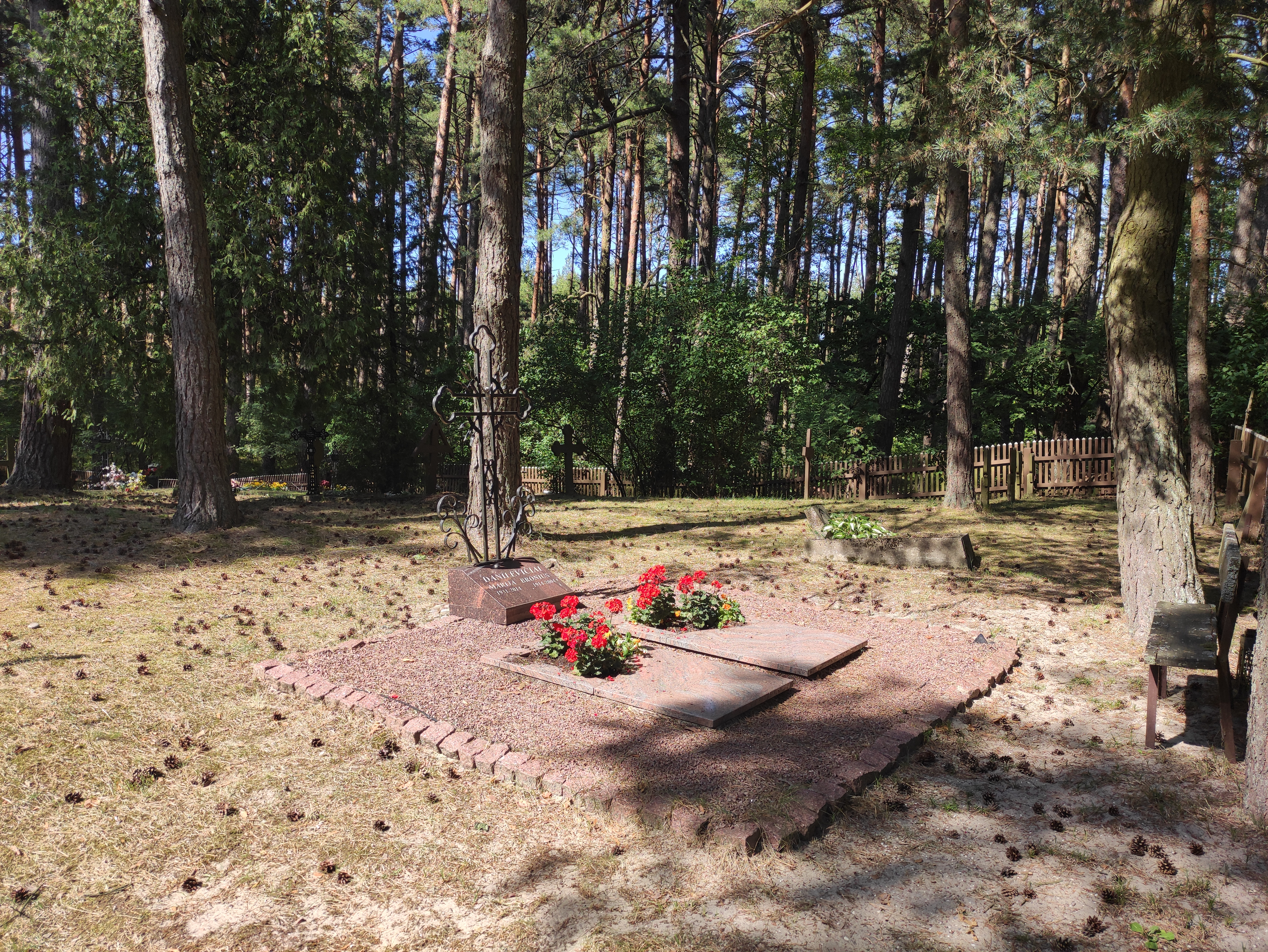
Hroby
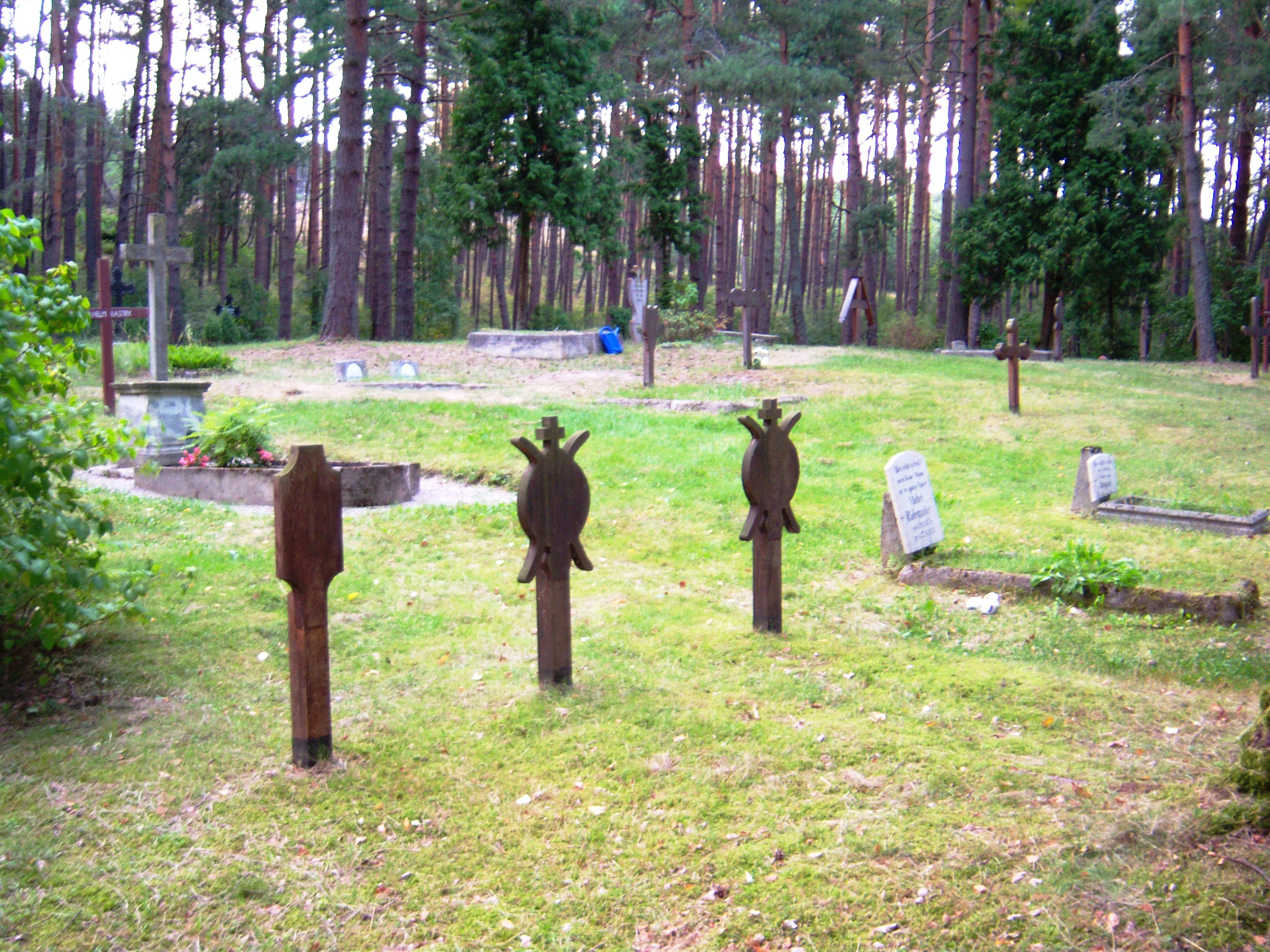
Hroby